# Amphoe Nong Hi
Amphoe Nong Hi (Thai: อำเภอ หนองฮี) ist ein Landkreis (Amphoe – Verwaltungs-Distrikt) in der Provinz Roi Et. Die Provinz Roi Et liegt in der Nordostregion von Thailand, dem so genannten Isan.

## Geographie
Amphoe Nong Hi grenzt an die folgenden Landkreise (von Süden im Uhrzeigersinn): an die Amphoe Phon Sai, Suwannaphum und Phanom Phrai in der Provinz Roi Et, sowie an Sila Lat der Provinz Si Sa Ket.

## Geschichte
Nong Hi wurde am 1. April 1995 zunächst als „Zweigkreis“ (King Amphoe) eingerichtet, indem die drei Tambon Nong Hi, Sao Hae und Duk Ueng vom Amphoe Phanom Phrai abgetrennt wurden.
Am 15. Mai 2007 hatte die thailändische Regierung beschlossen, alle 81 King Amphoe in den einfachen Amphoe-Status zu erheben, um die Verwaltung zu vereinheitlichen.
Mit der Veröffentlichung in der Royal Gazette „Issue 124 chapter 46“ vom 24. August 2007 trat dieser Beschluss offiziell in Kraft.

## Verwaltungseinheiten

### Provinzverwaltung
Der Landkreis Nong Hi ist in vier Tambon („Unterbezirke“ oder „Gemeinden“) eingeteilt, die sich weiter in 54 Muban („Dörfer“) unterteilen.
| Nr. | Name     | Thai     | Muban | Einw. |
| --- | -------- | -------- | ----- | ----- |
| 1.  | Nong Hi  | หนองฮี    | 17    | 6.103 |
| 2.  | Sao Hae  | สาวแห    | 07    | 2.902 |
| 3.  | Duk Ueng | ดูกอึ่ง     | 17    | 8.489 |
| 4.  | Den Rat  | เด่นราษฎร์ | 13    | 7.289 |

### Lokalverwaltung
Es gibt eine Kommune mit „Kleinstadt“-Status (Thesaban Tambon) im Landkreis:
- Nong Hi (Thai: เทศบาลตำบลหนองฮี) bestehend aus dem kompletten Tambon Nong Hi.

Außerdem gibt es drei „Tambon-Verwaltungsorganisationen“ (องค์การบริหารส่วนตำบล – Tambon Administrative Organizations, TAO):
- Sao Hae (Thai: องค์การบริหารส่วนตำบลสาวแห) bestehend aus dem kompletten Tambon Sao Hae.
- Duk Ueng (Thai: องค์การบริหารส่วนตำบลดูกอึ่ง) bestehend aus dem kompletten Tambon Duk Ueng.
- Den Rat (Thai: องค์การบริหารส่วนตำบลเด่นราษฎร์) bestehend aus dem kompletten Tambon Den Rat.